# Château de Ginals
Le château de Ginals est un château situé à Villeneuve, en France.

## Description
Transformé à l'époque moderne, cet ancien château-fort possède un donjon médiéval. La chapelle du parc accueillit la première communion de sainte Emilie de Rodat, fondatrice de la congrégation de la Sainte Famille et patronne du Rouergue.

## Localisation
Le château est situé sur la commune de Villeneuve, dans le département français de l'Aveyron.

## Historique
L'édifice est inscrit au titre des monuments historiques en 1980.

## Vori aussi